# Dienstadt
Dienstadt ist einer von sieben Stadtteilen von Tauberbischofsheim im Main-Tauber-Kreis in Baden-Württemberg. Der Ort hat 345 Einwohner.

## Geographie

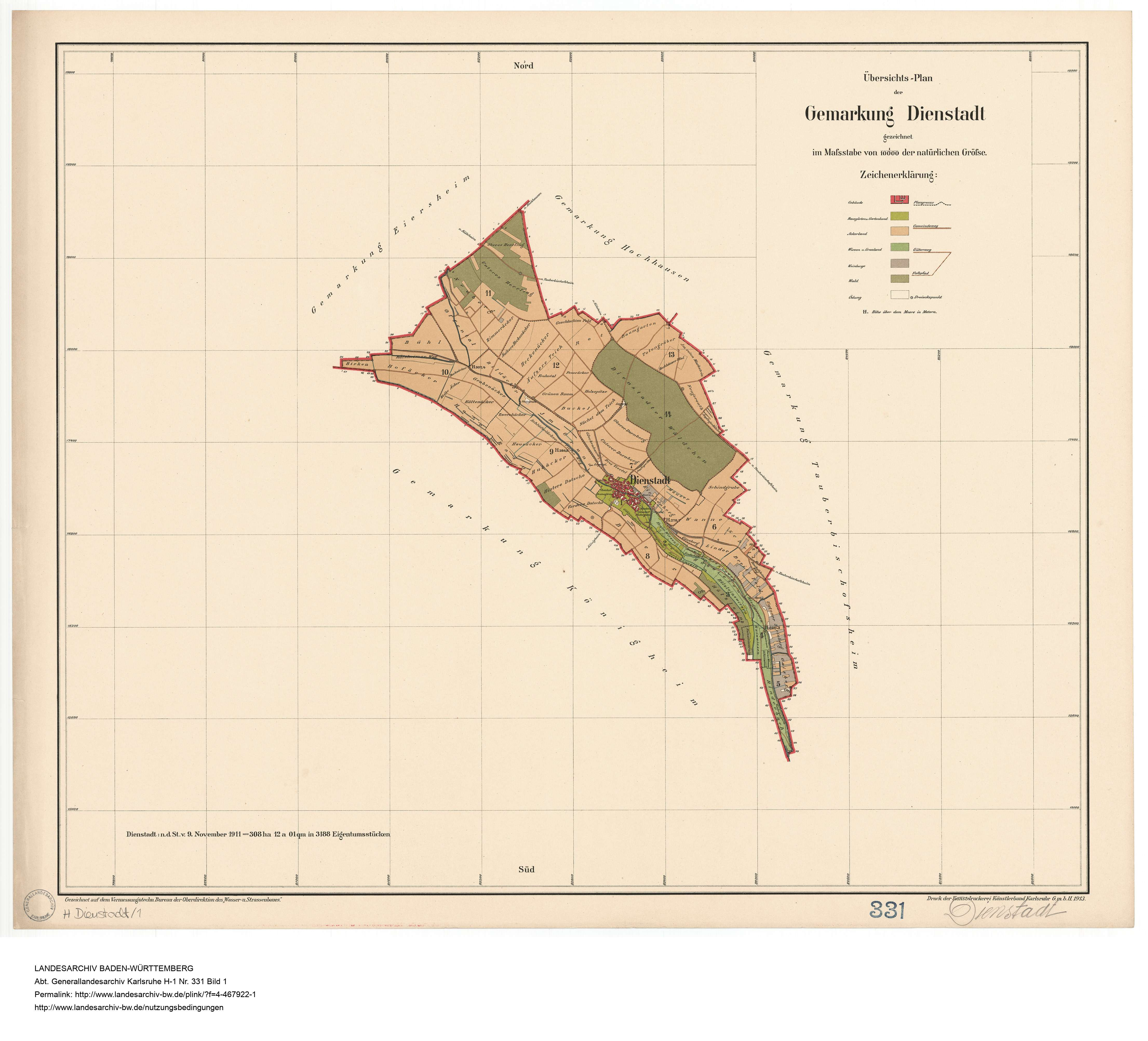
Gemarkung von Dienstadt, 1913

### Geographische Lage
Dienstadt liegt etwa vier Kilometer westlich von Tauberbischofsheim im Rinderbachtal. Das kleine Dorf liegt in Talrichtung an einer Weitung am Oberlauf des in den Mittleren Muschelkalk eingetieften Rinderbachs. Seit 1966 wuchs der Ort im Gewann Kirchberg. Auf der Gemarkung liegt außer dem Dorf Dienstadt kein weiterer Wohnplatz.

### Nachbargemeinden
Jenseits des Dorfes grenzt im Südwesten Königheim an, im Nordwesten Eiersheim, im Nordosten Hochhausen und im Westen Tauberbischofsheim.

### Schutzgebiete und Naturdenkmale
Auf Teilen der Dienstädter Gemarkung gibt es seit 1942 mit dem Stammberg eines der ältesten Naturschutzgebiete des Landes Baden-Württemberg. Die anderen Teile liegen auf der Tauberbischofsheimer Gemarkung. Das Naturschutzgebiet umfasste zunächst 31,1 Hektar. 1970 wurden 23 Hektar des Stammbergs als Bannwald ausgewiesen. 1997 kam es zu einer Erweiterung des Naturschutzgebietes auf eine Fläche von 79,6 Hektar.
Daneben gibt es ein flächenhaftes Naturdenkmal: Naturdenkmal Felspartie Schlüsseläcker Im Grund (Schutzgebiets-Nr. 81281150008); 0,3 ha; flächenhaftes Naturdenkmal; seit dem 10. März 1992 (siehe auch: Liste der Naturdenkmale in Tauberbischofsheim).

## Geschichte

### Mittelalter
Im Jahre 1314 wurde das Dorf Dienstadt erstmals urkundlich als Distad erwähnt. Es handelt sich um eine Ausbausiedlung der Merowingerzeit. Der Ort wurde bei der Erstnennung des Hofes des Eberhard von Rosenberg erwähnt. Bereits im Jahre 1341 wurde der Ort umbenannt in Dienstadt. Im 14./15. Jahrhundert ging der Ort durch einen Kauf vollständig in den Besitz des Hospitals von Bischofsheim über. Dienstadt stand danach wohl stets in engem Zusammenhang mit Tauberbischofsheim. Im Jahre 1433 gehörte der Ort der Stadt Tauberbischofsheim und sollte im Tausch unmittelbar unter das erzbischöfliche Amt kommen.

### Neuzeit
Noch im Jahre 1668 stand das Niedergericht jedoch dem Spital Tauberbischofsheim zu. Alle übrigen Herrschaftsrechte und Amtszugehörigkeiten sind vergleichbar mit der Geschichte von Tauberbischofsheim. Bis 1803 gehörte Dienstadt zu Mainz, dann bis 1806 zu Leiningen, anschließend kam es zu Baden.
Ab 1813 gehörte der Ort zum Bezirksamt Tauberbischofsheim, das wiederum im Landkreis Tauberbischofsheim und 1973 im Main-Tauber-Kreis aufging. Am 1. Januar 1972 wurde Dienstadt im Zug der Gebietsreform in Baden-Württemberg nach Tauberbischofsheim eingemeindet.

### Einwohnerentwicklung
| Jahr | Dienstädter Bevölkerung | Sonstiges |
| ---- | ----------------------- | --- |
| 1961 | 243                     | Volks-, Berufs- und Arbeitsstättenzählungen in Westdeutschland vom 6. Juni 1961 (Gemeindeverzeichnis)               |
| 1970 | 258                     | Volks-, Berufs- und Arbeitsstättenzählungen in Westdeutschland vom 27. Mai 1970 (Gemeindeverzeichnis)               |
| 2015 | 336                     | Fortgeschriebene Daten der Stadt Tauberbischofsheim anhand der Volkszählung in der Europäischen Union 2011 (Zensus) |

Quellen: Gemeindeverzeichnis und Angaben der Stadt Tauberbischofsheim

## Politik

### Ortschaftsrat und Ortsvorsteher
Der Ortschaftsrat besteht aus drei Personen. 
Ortsvorsteher ist Falk Meindl. Sein Stellvertreter ist Horst Meltzer.

### Wappen
Das Wappen von Dienstadt zeigt in Silber auf grünem Boden den heiligen Jakob in rotem Ornat und mit goldenem Nimbus, in der Rechten ein goldenes Buch, in der Linken einen goldenen Pilgerstab haltend.

## Wirtschaft

### Verkehr
In Tauberbischofsheim besteht nach etwa fünf Kilometern Anschluss an die Bahnstrecke Lauda–Wertheim.
Bei Tauberbischofsheim befindet sich nach etwa sieben Kilometern seit 1972 die Anschlussstelle Tauberbischofsheim an die Bundesautobahn 81.

### Wohnen und Bauen
Dienstadt verfügt über ein Baugebiet „Wanne“.

### Medien
Tauberbischofsheim AKTUELL informiert als städtisches Mitteilungsblatt jeweils zum ersten und dritten Donnerstag eines Monats.

## Kultur und Sehenswürdigkeiten

### Bauwerke und Baudenkmäler

#### Jakobuskirche

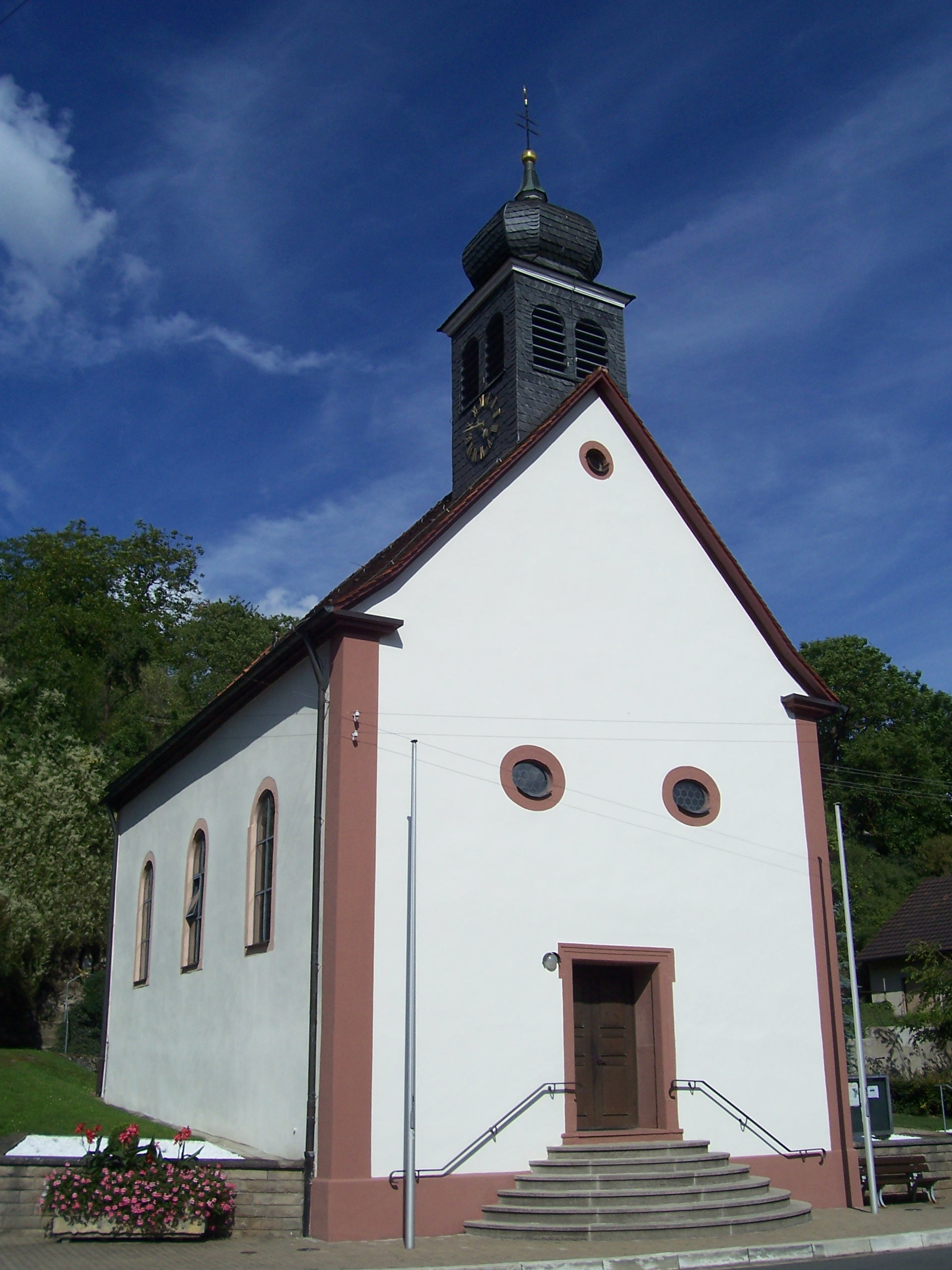
St. Jakobus in Dienstadt

Die römisch-katholische Pfarrkirche St. Jakobus in Dienstadt ist eine im 16. Jahrhundert erbaute Kirche. Sie ist eine Filiale der Stadtkirche St. Martin in Tauberbischofsheim.
Da es in Dienstadt keine evangelische Kirche gibt, besuchen die evangelischen Gottesdienstteilnehmer die evangelische Christuskirche in Tauberbischofsheim.

#### Mariengrotte
An einer Felsenwand hinter der Jakobuskirche befindet sich eine Mariengrotte.

#### Jakobusbrunnen

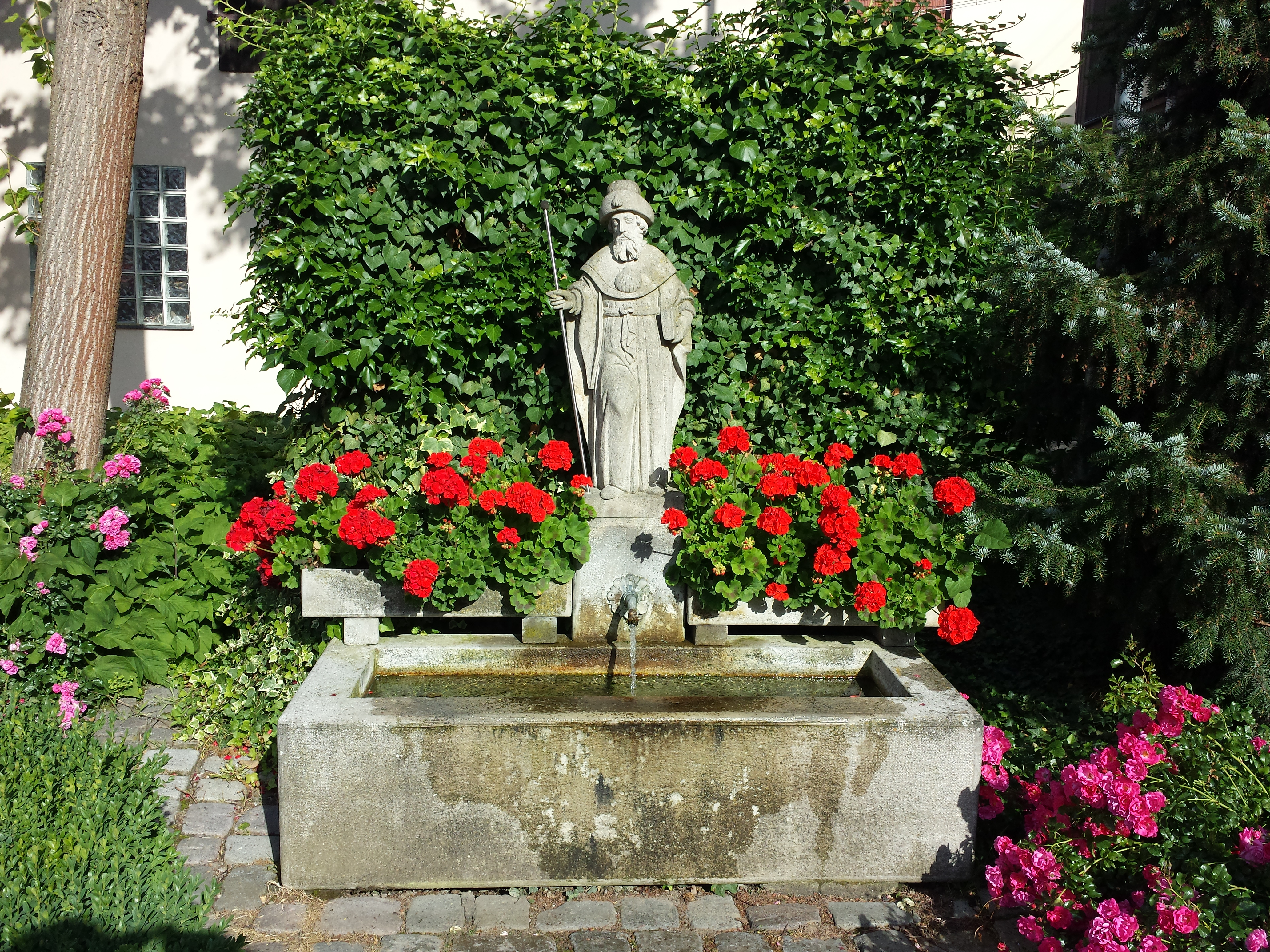
Jakobusbrunnen in Dienstadt

Ein Jakobusbrunnen steht ebenfalls im Ort bei der Jakobuskirche.

#### Muttergotteskapelle
Unterhalb des Dienstädter Friedhofs befindet sich eine kleine Muttergotteskapelle von 1782.

#### Dorfgemeinschaftshaus
Das 1886 erbaute Schulgebäude steht unter Denkmalschutz. 1988/89 wurde es durch einen Anbau zum Dorfgemeinschaftshaus erweitert.

### Gaststätten
Das Gasthaus „Zum deutschen Kaiser“ ist seit mehr als 100 Jahren in Familienbesitz.

### Bildstöcke und Wegkreuze
Mehrere Bildstöcke und Wegkreuze sind charakteristisch für das Madonnenländchen.

### Naherholung

#### Dienstadter See
Der Dienstadter See  wurde 2011 durch den Heimatverein Dienstadt als Naherholungsgebiet am Wiesengrund im Rinderbachtal geschaffen. Das Wasser des Sees fließt in den Rinderbach, der von links in den Brehmbach mündet, bevor dieser wiederum bei Tauberbischofsheim von links in die Tauber fließt.

Ansichten des Naherholungsgebiets am Dienstadter Wiesengrund
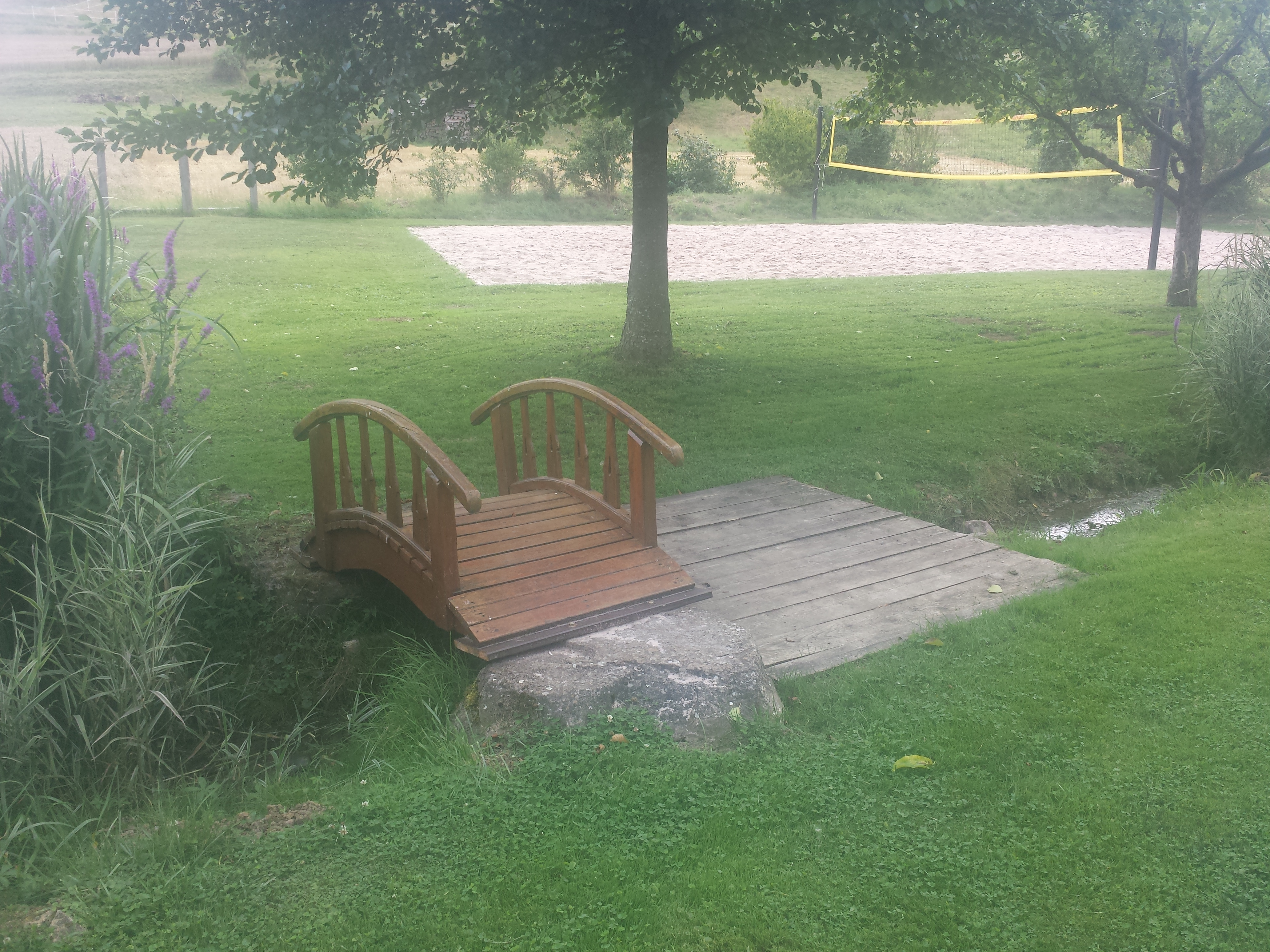
Eine kleine Brücke über den Zulauf zum Dienstadter See
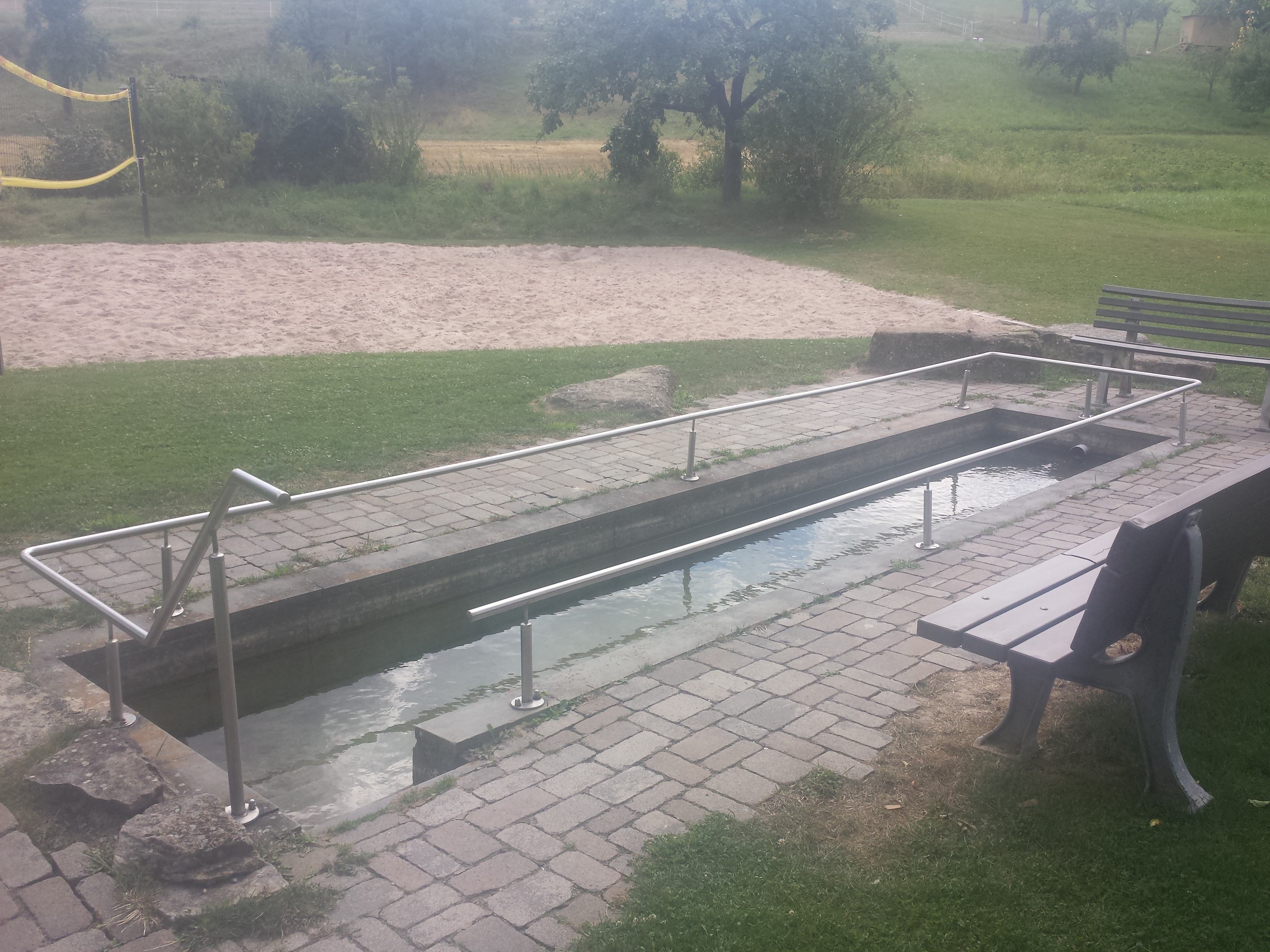
Kneipp-Anlage und Beachvolleyballfeld
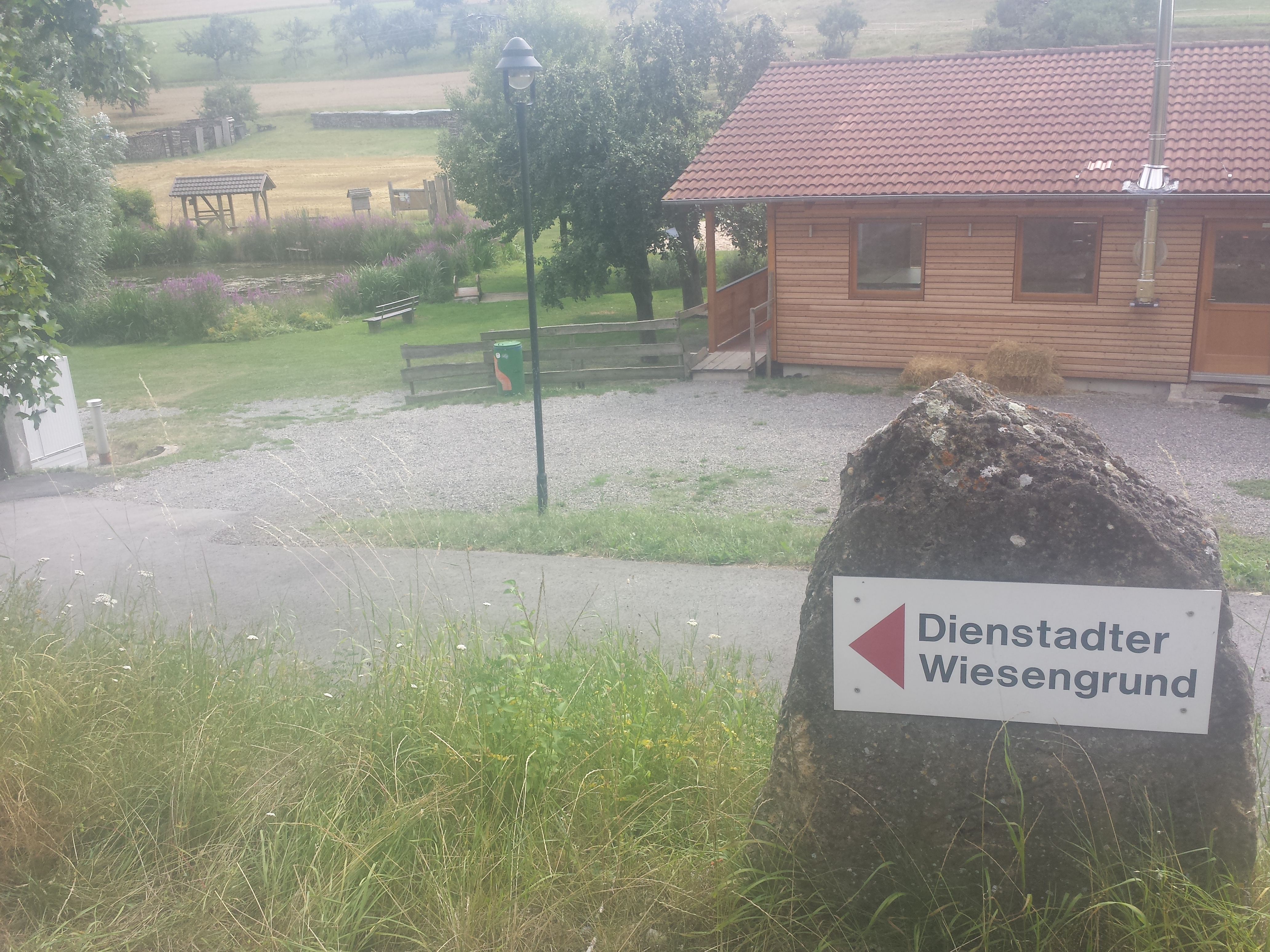
Hütte am Dienstadter Wiesengrund, der See nebenan

#### Rad- und Wanderwege

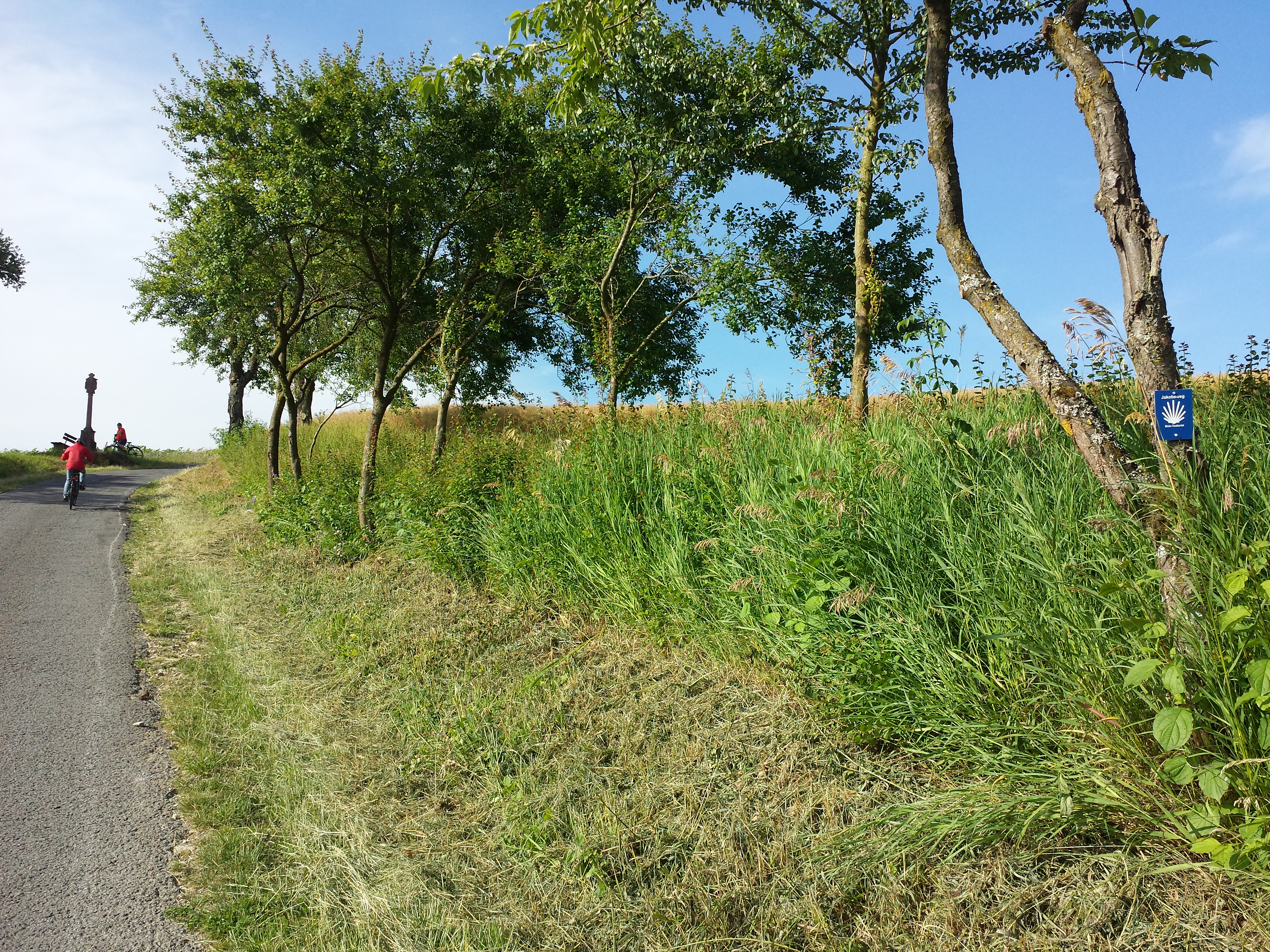
Jakobsweg Main-Taubertal zwischen Dienstadt und Königheim

Der ausgeschilderte Jakobsweg Main-Taubertal führt seit einigen Jahren durch Dienstadt. Als ein alter Handelsweg führt dieser von Tauberbischofsheim über Dienstadt, Königheim, Külsheim und Miltenberg nach Frankfurt am Main. Daneben ist Dienstadt auch an den Taubertalradweg angeschlossen.
Die etwa 40 Kilometer lange und ausgeschilderte Mountainbiketour Links der Tauber führt ebenfalls durch Dienstadt.

### Kulinarische Spezialitäten
Eine funktionsfähige Grünkerndarre wird im Zweijahresrhythmus in Betrieb genommen, um nach altem Brauch Grünkern zu darren. Durch das Darren wird Dinkelgetreide zum Grünkern, eine Spezialität des Taubertals.

### Regelmäßige Veranstaltungen
Regelmäßige Veranstaltungen und Feste in Dienstadt sind:
- Das „Jakobifest“ (letztes Juliwochenende)[16]

## Vereine
In Dienstadt gibt es sechs Vereine. Darunter befinden sich unter anderem:
- Heimatverein Dienstadt e. V.
- Musikkapelle Dienstadt e. V.